# 薩菲爾德德波特 (康乃狄克州)
薩菲爾德德波特（英語：Suffield Depot）是位於美國康乃狄克州哈特福縣的一個人口普查指定地區。

## 地理
薩菲爾德德波特的座標為41°58′42″N 72°39′24″W / 41.97833°N 72.65667°W，而該地最高點為海拔高度40米（即130英尺）。

## 人口
根據2010年美國人口普查的數據，薩菲爾德德波特的面積為5.10平方千米，當中陸地面積為5.10平方千米，而水域面積為0.00平方千米。當地共有人口1325人，而人口密度為每平方千米259人。